# Noun (vattendrag)
Noun är ett vattendrag i Kamerun.   Det ligger i regionen Centrumregionen, i den centrala delen av landet, 130 km norr om huvudstaden Yaoundé.